# Коломієць Богдан Олександрович
Богда́н Олекса́ндрович Коломі́єць (нар. 29 квітня 1995 — 22 травня 2018) — молодший сержант Збройних сил України, учасник російсько-української війни.

## Життєпис
Народився 1995 року в селі Лука-Мелешківська (Вінницький район, Вінницька область); захоплювався античною літературою, історією, фантастикою, не один раз ставав переможцем шкільних олімпіад. Навчався в ВНТУ — на факультеті інфокомунікацій, радіоелектроніки та наносистем; по закінченні 4-го курсу з дипломом бакалавра радіотехніка якийсь час працював.
28 листопада 2016 року вступив на військову службу за контрактом, 5 березня 2017-го вирушив на фронт. Був командиром БМ-21 «Град» РеАДн бригадної артилерійської групи. По тому — молодший сержант, командир 2-го відділення снайперів взводу снайперів 24-ї бригади. Брав участь у боях — інколи позиції були за 70 метрів від противника.
22 травня 2018 року уночі загинув під час обстрілу поблизу смт Зайцеве — від осколкового проникаючого поранення, несумісного з життям — зазнав поранень голови, руки та грудної клітки.
25 травня 2018-го похований в селі Лука-Мелешківська; село прощалося з Богданом на колінах, спекли на похорон коровай — не був одруженим.
Без Богдана лишились батько Олександр Петрович, мама Світлана Василівна, сестра, бабусі.

## Нагороди та вшанування
- указом Президента України № 239/2018 від 23 серпня 2018 року «за особисту мужність і самовіддані дії, виявлені у захисті державного суверенітету та територіальної цілісності України, зразкового виконання військового обов'язку» — нагороджений орденом «За мужність» III ступеня (посмертно)[1]
- 12 жовтня 2018 року в Лука-Мелешківській ЗОШ відбулося відкриття меморіальної дошки на честь Богдана Коломійця.